# لوفي بو
لوردس فيرجينيا «لوفي» موران بو (من مواليد 11 فبراير 1989) ممثلة وعارضة أزياء وفنانة تسجيل فلبينية. هي ابنة نجم الراحل فرناندو بو،  اشتهرت بلعب دور كريستال ميسوغ في مسلسل درامي تلفزيوني فلبيني باكيكانغ عام 2006 ودور شيلا ريل في المسلسل الدرامي لعام 2014 أنغ دالاوانغ سيدة ريل. مع الممثل دينغدونغ دانتس والممثلة ماريسل سوريانو.
حصلت على أول جائزة تمثيلية لها كأفضل ممثلة في مهرجان سينيمالايا السينمائي المستقل السادس لعام 2010 عن دورها ليليبيث في فيلم مايوهان. في نفس العام ، حصلت أيضًا على جائزة فاماس لأفضل ممثلة عن دور كاث أسيرو في العائلة المقدسة.